# Maurilio de Lannoy
Maurilio de Lannoy (Almelo, 7 november 2003), is een Nederlands voetballer. De Lannoy begon met voetballen in de jeugd bij ZFC Zuidlaren en kwam vervolgens in de jeugdopleiding van SC Heerenveen terecht en maakte na twee jaar in het Friese Haagje de overstap naar FC Groningen. Sinds 2021 speelt De Lannoy bij FC Emmen. Op 28 mei 2023 maakte hij zijn debuut in de Eredivisie in de wedstrijd tussen FC Utrecht en FC Emmen.